# Centre opérationnel départemental d'incendie et de secours
Pour les articles homonymes, voir Codis (homonymie).
Le centre opérationnel départemental d’incendie et de secours (CODIS) est une structure française qui supervise et coordonne l’ensemble de l’activité opérationnelle d’un service départemental d’incendie et de secours. 

## Historique
Les CODIS sont rendus obligatoires dans chaque département par le décret no 88-623 du 6 mai 1988 relatif à l'organisation générale des services d'incendie et de secours.
Il est aujourd'hui défini à l'article Article R1424-45 du Code Général des Collectivités Territoriales.

## Description et missions
Activé en permanence, sous l’autorité d’un officier sapeur-pompier professionnel de garde, le CODIS est chargé de :
- coordonner les opérations de secours conduites par le SDIS sur son aire de compétence ;

- répondre aux demandes de renfort du commandant des opérations de secours (COS) sur le terrain ;

- garantir la capacité du service à maintenir la distribution des secours, conformément au règlement opérationnel du SDIS ;

- en cas d'incendie et autres accidents, sinistres et catastrophes, d'assurer les relations avec le préfet ;

- informer et rendre compte aux autorités et à la chaîne de commandement (autorités responsables des zones de défense, autorités départementales et municipales) ;

- assurer les relations avec les autres organismes publics ou privés qui participent aux opérations de secours.

En particulier, le centre de traitement de l'alerte (CTA) est l'échelon avancé du CODIS pour la réception, le traitement et la réorientation éventuelle des appels destinés à demander des secours.

## Intervenants
La formation de spécialité des sapeurs-pompiers qui opèrent dans les CTA-CODIS est définie dans le cadre du référentiel de compétences relatif aux emplois ou activités liés aux systèmes d'information et de communication fixé par l’arrêté du 13 décembre 2016 relatif à la formation aux systèmes d'information et de communication. 
Le référentiel définit les appellations des intervenants et leurs rôles, à savoir l’opérateur de salle opérationnelle et le chef de salle opérationnelle.

## Systèmes informatiques d'aide à la décision
Les CODIS sont tous équipés d'un système informatique d'aide à la décision, permettant la mobilisation des moyens les plus adéquats, en fonction des renseignements pris auprès de l'appelant, par les agents du Centre de traitement de l'alerte (CTA).
Le logiciel fait une proposition des engins et/ou agents les plus adaptés à l'intervention, en fonction de la localisation, des circonstances, des compétences ou du matériel nécessaires, etc. L'opérateur valide ou effectue une correction, en fonction de sa compréhension de l'intervention.

### NexSIS 18-112
Un logiciel unique, dénommé NexSIS 18-112 a commencé à remplacer les différents outils utilisés pour gérer les alertes (CTA) et les opérations de secours (CODIS). Initialement prévue pour une mise en œuvre progressivement dans les SDIS à partir de 2021, cette plateforme numérique a été mise en production dans un premier SDIS (Corse-du-Sud) en 2023. Depuis, la solution NexSIS a été déployée dans plusieurs autres SDIS (Var, Indre-et-Loire, Seine-et-Marne, Nièvre, Ardèche, Ain, Lot). L'Agence du Numérique de la Sécurité Civile (ANSC), créée en 2018, est chargée d'assurer la conception, la réalisation, le déploiement, et le bon fonctionnement du système d'information NexSIS 18-112.